# Cassinopsis ciliata
Cassinopsis ciliata är en tvåhjärtbladig växtart som beskrevs av John Gilbert Baker. Cassinopsis ciliata ingår i släktet Cassinopsis och familjen Icacinaceae. Inga underarter finns listade i Catalogue of Life.